# Lepidocaryeae
Tribu
Genres de rang inférieur
- Oncocalamus
- Eremospatha
- Laccosperma
- Raphia
- Lepidocaryum
- Mauritia
- Mauritiella

Les Lepidocaryeae sont une tribu de plantes de la famille des Arecaceae, dans la sous-famille des Calamoideae. Les sous-tribus et les genres de cette tribu sont, :
- sous-tribu des Ancistrophyllinae - Afrique
  - Oncocalamus – Afrique centrale
  - Eremospatha – Afrique
  - Laccosperma – Afrique
- sous-tribu des Raphiinae  Afrique et Amérique du Sud
  - Raphia - Afrique, Madagascar, certaines parties de l'Amérique du Sud
- sous-tribu des Mauritiinae - nord de l'Amérique du Sud
  - Lepidocaryum - bassin central de l'Amazone
  - Mauritia - nord de l'Amérique du Sud
  - Mauritiella - nord de l'Amérique du Sud

Relation entre les sous-tribus :
|  | \| \| Mauritiinae \| \| \| \| \| \| Raphiinae \| \| \| \| |
|  |                                                           |
|  | Ancistrophyllinae                                         |
|  |                                                           |
|  | Mauritiinae                                               |
|  |                                                           |
|  | Raphiinae                                                 |
|  |                                                           |

|  | Mauritiinae |
|  |             |
|  | Raphiinae   |
|  |             |